# Paduc
A paduc vagy vésettajkú paduc (Chondrostoma nasus) a sugarasúszójú halak (Actinopterygii) osztályának pontyalakúak (Cypriniformes) rendjébe, ezen belül a pontyfélék (Cyprinidae) családjába tartozó faj.
A Chondrostoma csontoshal-nem típusfaja.

## Előfordulása
Európa és Anatólia folyóvizeiben honos. Észak-Franciaországtól, a Rhône, Rajna és Duna vízgyűjtő területétől a Kaszpi-tengerig. A magyarországi sebes folyású vizeink egyik leggyakoribb hala.

## Megjelenése
Teste hosszú és hengeres, oldalról kissé lapos. Tömpe orra messzire előrenyúlik. Szája alsó állású haránthasíték; szarunemű alsó ajkának szegélye éles. Pikkelyei, melyekből 55–62 van az oldalvonal mentén, közepes nagyságúak. Hátúszója 12, farok alatti úszója 13–14 sugarú. Garatfogai egysorosak, kés alakúak, 7(6)–6. Hashártyája fekete. Színe a hátoldalon sötétzöld-barnászöld és lefelé világosodik. Hasa ívás idején vörhenyes csillogású. Mell- és hasúszói, valamint a farok alatti úszó a sárgáspirostól az ibolyakékig változik. Átlagos testhossza 25 centiméter, de 50 centiméteresre is megnőhet. Testtömege 1–1,5 kilogramm között mozog. 47-48 csigolyája van.

## Életmódja
A vésettajkú paduc rajhal, rendszerint a fenék közelében, a gyengén elöntött kavicszátonyok felett tartózkodik; csak télen húzódik a folyó mélyebb részeibe. Lárvákkal, férgekkel, apróbb rákokkal és algákkal táplálkozik. Akár 15 évig élhet.

## Szaporodása
Ivarérettségét 2–3 éves korában éri el. Március-májusban ívik; ekkor a hím is és a nőstény is nászkiütéses. Az ívni készülő halak csapatosan vonulnak felfelé a folyóban. Egy nőstény körülbelül 50 000–100 000 darab, 2 milliméter átmérőjű, ragadós ikrát rak a sekély vizű kavicspadokon. Az ivadékok 7 nap múlva kelnek ki.

## Rokon fajok
Közeli rokon fajok: a Chondrostoma regium, amely Közép- és Kelet-Törökországban él, és a Chondrostoma cyri, amely a Kaukázustól délre eső folyókban található meg.

## Fogyasztása
Húsa szálkás, de megfelelően elkészítve ízletes.